# Camorra (film)
Camorra è un film del 1972, diretto da Pasquale Squitieri.

## Trama
Napoli. Tonino Russo esce dal carcere di Poggioreale; una volta tornato a casa, viene affrontato da un teppista del quartiere, che poi era stato la causa della sua detenzione: sfidato a duello da quest'ultimo con i coltelli, Tonino ha la meglio, ma gli risparmia la vita costringendolo a chiedergli scusa davanti a tutti. La sua "impresa" viene notata da Don Mario Capece, un boss della camorra che, impressionato dalla sua determinazione, gli offre lavoro come autista di camion per la distribuzione della carne, attività controllata dalla camorra.
Insieme al suo vecchio amico Cafiero, meglio conosciuto come Sciancato, Tonino si fa subito notare da Don Capece per il suo impegno e, soprattutto, per il fatto di non farsi intimorire da nessuno. Il caso vuole, però, che l'uomo incontri sulla sua strada un usuraio, Don Ciccillo Cotrufo, sotto le cui grinfie era finito il vecchio padre malato, debitore di una grossa somma di denaro.
Tonino affronta l'usuraio, lo picchia e lo ridicolizza davanti a tutto il quartiere, senza sapere però che lo strozzino è un amico di Don Capece. Quest'ultimo non esita ad infliggergli una severa punizione: per sdebitarsi e risarcire i danni in tempi brevi, Tonino dovrà svolgere compiti più rischiosi, anche per riguadagnare la fiducia dei camorristi. Dopo aver svolto quindi per un po' l'incarico di picchiatore, gli viene affidata la gestione di una bisca clandestina, e qui inizia a godersi i frutti della sua nuova attività: una potente fuoriserie (una Lamborghini Miura) ed una nuova casa in un elegante quartiere della città. Per estinguere del tutto il suo debito, però, è costretto a diventare un killer ed eliminare un contrabbandiere, Rosario Pietravalle, colpevole di uno sgarro. Tonino riesce a portare a termine l'incarico, ma dal conflitto a fuoco che lo vede coinvolto ne esce ferito da una pallottola all'addome.
Ristabilitosi, torna a gestire la bisca di cui è divenuto il padrone, acquisendo un notevole rispetto nel mondo della malavita al punto che Don Capece inizia addirittura a temere per la sua leadership; nonostante ciò, questi ordina proprio a Tonino di eliminare il capo di tutti i clan, Don Domenico De Ritis: in cambio, egli avrà un ruolo di spicco al vertice della camorra. Egli acconsente ma, una volta giunto sul posto, si rende subito conto che il suo bersaglio è un suo ex compagno di cella, al quale proprio lui aveva salvato la vita ricevendo in cambio per riconoscenza una forte somma di denaro. Memore di ciò, desiste dal proposito e viene catturato dagli uomini di De Ritis. Questi, compiaciuto per la "diserzione" di Tonino, gli rivela che Capece gli aveva teso una trappola: infatti, dopo aver eliminato De Ritis, Tonino sarebbe stato a sua volta eliminato da un uomo di Capece che aveva alle calcagna al fine di evitare una sua possibile scalata al vertice.
E proprio Capece non esita a mettere in atto la sua vendetta: gli rapisce il fratello ancora ragazzino e lo pone davanti a un atroce ricatto: per salvare il ragazzo, Tonino dovrà consegnarsi al boss. Egli si mette subito sulle sue tracce e, dopo un conflitto a fuoco con uno dei suoi scagnozzi, si ritrova faccia a faccia con Capece alle falde del Vesuvio. Riesce a mettere in salvo il fratello, ma Sciancato, frappostosi per fargli da scudo, muore colpito da una pallottola del boss, che però resta senza più colpi. Tonino, furibondo, lo uccide, per poi arrendersi subito dopo alla polizia, accorsa sul posto insieme a suo padre. È proprio quest'ultimo a convincere Tonino a consegnarsi, anziché farsi uccidere in un'ultima sparatoria con la polizia, come Tonino aveva intenzione di fare. Il padre, infatti, chiede e ottiene da Tonino di arrendersi per suo fratello, per evitare che, una volta ucciso dai poliziotti, possa diventare per il fratello una sorta di eroe, e quindi un cattivo esempio da seguire.

## Produzione
Il ruolo del protagonista ricadde su Fabio Testi dopo che il regista lo vide nel film Il commissario Le Guen e il caso Gassot, preferendolo ad altri nomi indicati dai produttori come Massimo Ranieri e Martin Balsam. Nel film recita anche Jean Seberg, che ai tempi era la compagna di Testi.
Il film è stato girato per gli interni presso gli studi Incir-De Paolis di Roma e per gli esterni a Napoli.

## Distribuzione
Il film venne distribuito nel circuito cinematografico italiano il 24 agosto 1972.
In Francia fu editato il 30 agosto dello stesso anno con il titolo Les tueurs a gages.
Il 15 giugno 1973 venne distribuito in Germania Ovest, mantenendo il titolo italiano.
La pellicola uscì in seguito anche nei paesi anglofoni con il titolo Gang War in Naples.

## Accoglienza

### Incassi
Il film ha incassato complessivamente 1.345.608.000 lire dell'epoca, risultando il 24° miglior incasso in Italia della stagione cinematografica 1972-1973.

### Critica
Secondo lo storico di cinema Roberto Curti, il successo al botteghino del film è stato per la camorra quello che Il padrino è stato per Cosa nostra.